# Villa de las Rosas

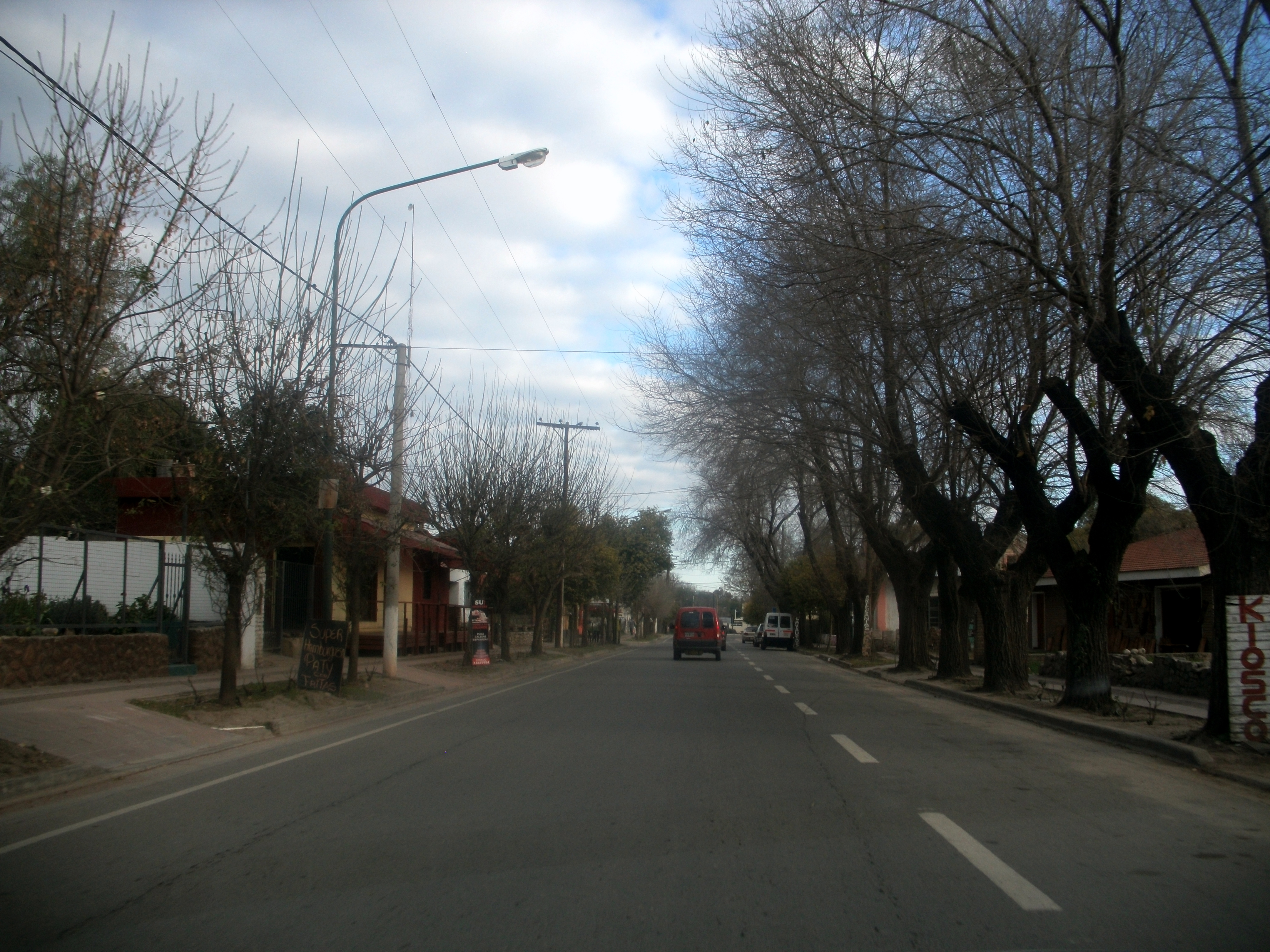
Avenida Belgrano Sur.

Villa de Las Rosas es una localidad situada en el departamento San Javier, provincia de Córdoba, Argentina.
Está en el valle de Traslasierra, a 740 m s. n. m., al pie occidental del cerro Champaquí, el más alto de la provincia. Se encuentra a 14 km al este de la cabecera departamental, la ciudad de Villa Dolores, comunicada por la ruta provincial 14, que la vincula con Mina Clavero, Villa Cura Brochero y otras poblaciones del valle, distando 182 km de la ciudad de Córdoba.

## Geografía

### Población
Cuenta con 5,968 habitantes (Indec, 2022), lo que representa un incremento del 31% frente a los 4,103 habitantes (Indec, 2010) del censo anterior.
Esta cifra incluye las localidades de El Pueblito, Las Chacras y Alto Resbaloso - El Barrial.
De conformidad a los criterios del organismo censal (INDEC), la localidad a su vez integra una aglomeración censal denominada Villa Dolores - Villa Sarmiento - San Pedro - Villa de las Rosas, integrada por las mencionadas y también la comuna de Las Tapias.
Es uno de los municipios cordobeses que más ha crecido en la década de los 2000, alcanzado los 3988 habitantes en el censo provincial de población de 2008.
El incremento poblacional fue del 114,99% con relación al anterior censo provincial, realizado en 1996, cuando tenía 1855 pobladores, lo que equivale a una tasa del 9,58 % anual.
| Gráfica de evolución demográfica de Villa de Las Rosas entre 1991 y 2022 |
|                                                                          |
| Fuente: censos nacionales del INDEC                                      |

### Clima
Como en otras zonas de las Sierras de Córdoba, el clima es muy semejante al mediterráneo europeo aunque ligeramente más continental, de este modo en verano las temperaturas llegan a frisar los 41 °C, en invierno la temperatura llega a bajar unos pocos grados respecto del 0 °C y durante la mayor parte del año la temperatura ronda los 25 °C. Aunque el clima del Valle de Traslasierra suele ser bastante seco, la zona de Villa de Las Rosas posee un microclima con más humedad (lo que permite un desarrollo espontáneo de muchas plantas florales), por otra parte la ionización negativa del aire es altamente positiva para la vida humana.

### Sismicidad
La sismicidad de la región de Córdoba es frecuente y de intensidad baja, y un silencio sísmico de terremotos medios a graves cada 30 años en áreas aleatorias. Sus últimas expresiones se produjeron:
- 22 de septiembre de 1908 (116 años), a las 17.00 UTC-3, con 6,5 Richter, escala de Mercalli VII; ubicación 30°30′0″S 64°30′0″O / -30.50000, -64.50000; profundidad: 100 km; produjo daños en Deán Funes, Cruz del Eje y Soto, provincia de Córdoba, y en el sur de las provincias de Santiago del Estero, La Rioja y Catamarca[3]
- 16 de enero de 1947 (78 años), a las 2.37 UTC-3, con una magnitud aproximadamente de 5,5 en la escala de Richter (terremoto de Córdoba de 1947)[2]
- 28 de marzo de 1955 (70 años), a las 6.20 UTC-3 con 6,9 Richter: además de la gravedad física del fenómeno se unió el desconocimiento absoluto de la población a estos eventos recurrentes (terremoto de Villa Giardino de 1955)
- 7 de septiembre de 2004 (20 años), a las 8.53 UTC-3 con 4,1 Richter
- 25 de diciembre de 2009 (15 años), a las 21.42 UTC-3 con 4,0 Richter
- 15 de septiembre de 2013 (11 años), a las 22.45 UTC-3 con 4,5 Richter, con epicentro en Villa Berna (Calamuchita)

## Gastronomía

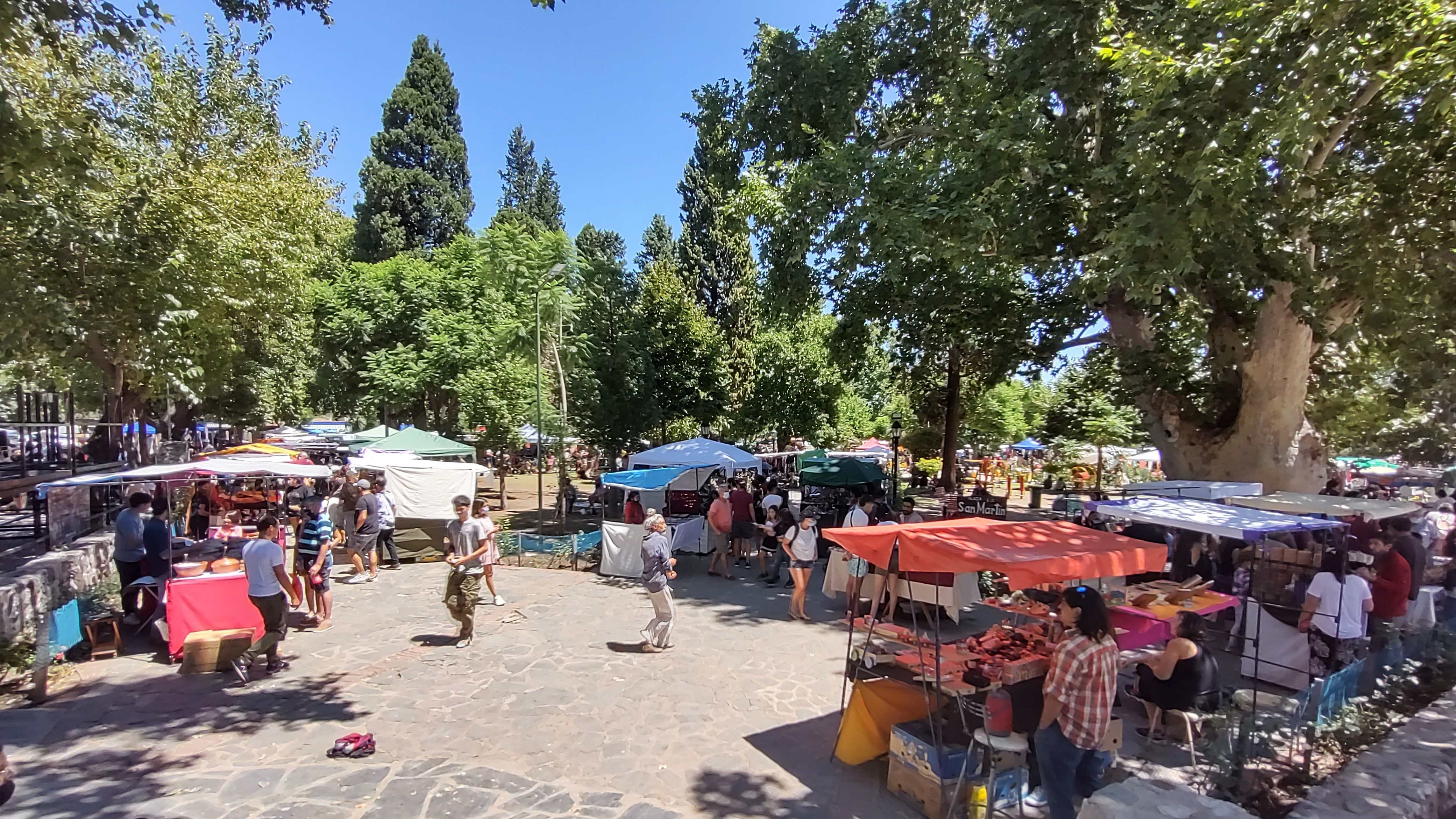
Feria Regional de Gastronomía y Artesanías

Su gastronomía es muy amplia y en permanente crecimiento. Cuenta como una de sus principales atracciones turísticas en su plaza Central, con la "Feria Regional de Gastronomía y Artesanías" donde se pueden degustar las más exquisitas comidas artesanales como Empanadas, Quesos y Salames, Comidas al Disco, Paella y Rabas, Shawarma, Tacos, Mapioca y Tapioca, Comidas Vegetariana, Locro, Pizzas a la Plancha, Jugos y Licuados, Cerveza Artesanal, etc., todos los sábados del año al mediodía y en temporada (enero y febrero) todos los jueves y sábados.

## Parroquias de la Iglesia católica en Villa de Las Rosas
| Diócesis  | Cruz del Eje         |
| --------- | -------------------- |
| Parroquia | Jesús Misericordioso |